# ببر سیبری
ببر سیبری (نام علمی: Panthera tigris altaica) یا ببر آمور زیرگونه‌‌ای از ببر بومی خاور دور روسیه، شمال شرقی چین و کره شمالی است که زمانی در سرتاسر کره قرار داشت اما در حال حاضر بیشتر در منطقه کوهستانی سیخوته-آلین در جنوب غربی استان سرزمین پریمورسکی در شرق دور روسیه ساکن است. در سال ۲۰۰۵، ۳۳۱ تا ۳۹۳ ببر سیبری بالغ و نابالغ در این منطقه وجود داشت با جمعیت در حال افزایش در حدود ۲۵۰ قلاده. این جمعیت بیش از یک دهه به دلیل تلاش‌های حفاظتی شدید ثابت ماند اما بررسی‌های جزئی انجام‌شده پس از سال ۲۰۰۵ نشان دادند که جمعیت ببرهای روسیه رو به کاهش است. سرشماری اولیه‌ای که در سال ۲۰۱۵ انجام شد، نشان داد که جمعیت ببرهای سیبری به ۵۴۰-۴۸۰ قلاده در خاور دور روسیه، افزایش یافته است. این امر حتی با یک سرشماری دقیق‌تر ادامه یافت که نشان داد در روسیه ۵۶۲ قلاده ببر سیبری وحشی وجود دارد. تا سال ۲۰۱۴، حدود ۳۵ قلاده ببر در منطقه مرزی بین‌المللی بین روسیه و چین تخمین زده شدند.

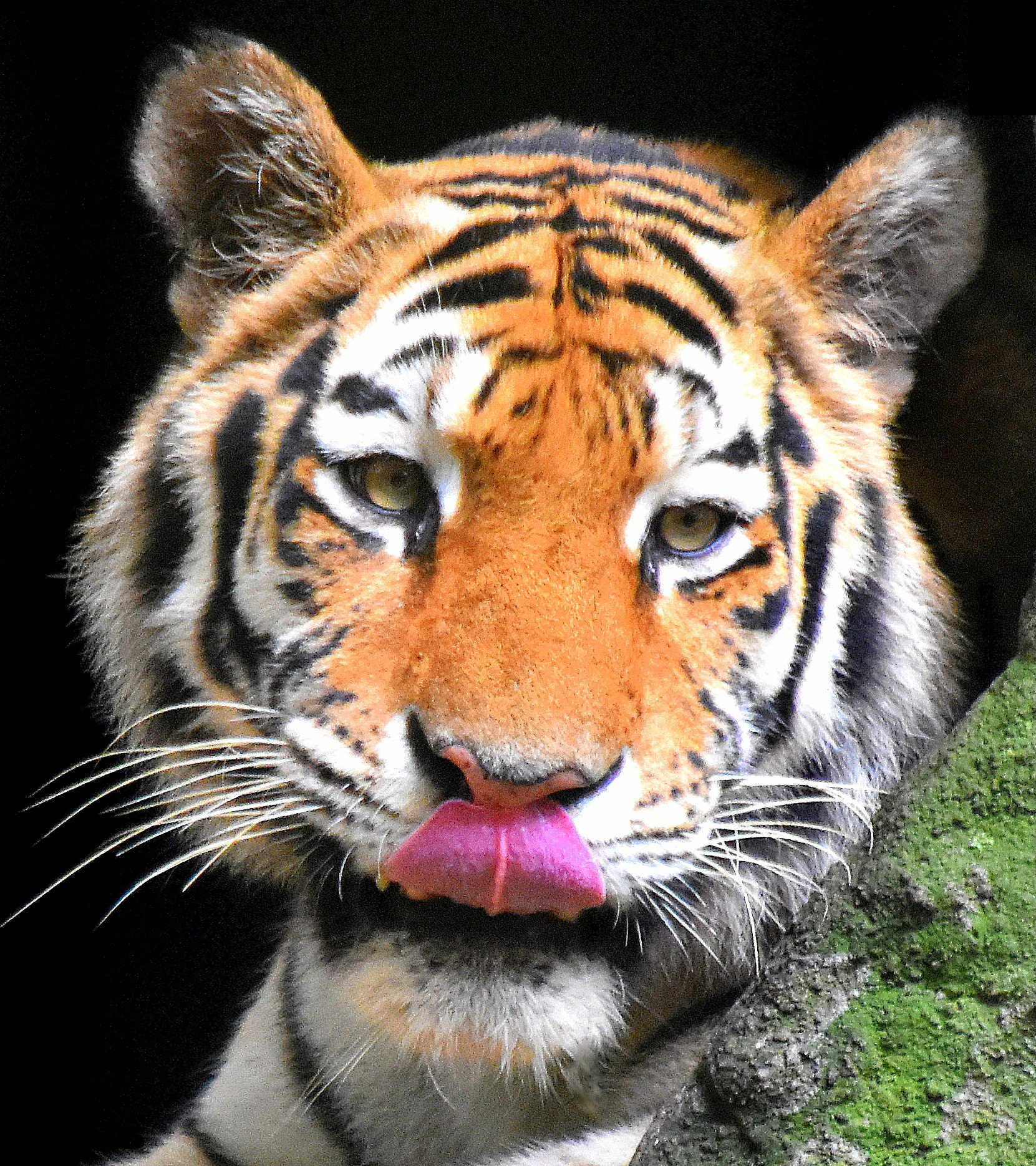
چهره ببر سیبری

ببر سیبری از نظر ژنتیکی به ببر منقرض شده مازندران نزدیک است. نتایج یک مطالعه جغرافیای تبارزایی با مقایسه‌ی دی‌ان‌ای میتوکندریایی ببرهای مازندران و ببرهای سیبری، نشان می‌دهد که جد مشترک ببرهای سیبری و مازندران، از شرق چین، از طریق کریدور جاده گانسو-جاده ابریشم، آسیای مرکزی و سپس سیبری را به سمت شرق می‌روند. زیرگونه‌های ببر سیبری و ببر مازندران، شمالی‌ترین زیرگونه‌ها در سرزمین اصلی آسیا بودند. ببر سیبری همچنین با توجه به مناطقی که جمعیت‌های آن در آنجا زندگی می‌کنند، با نام‌های «ببر آمور»، «ببر منچوری»، «ببر کره ای» و «ببر اوسوری» نیز نامیده می شود.

## ویژگی‌ها

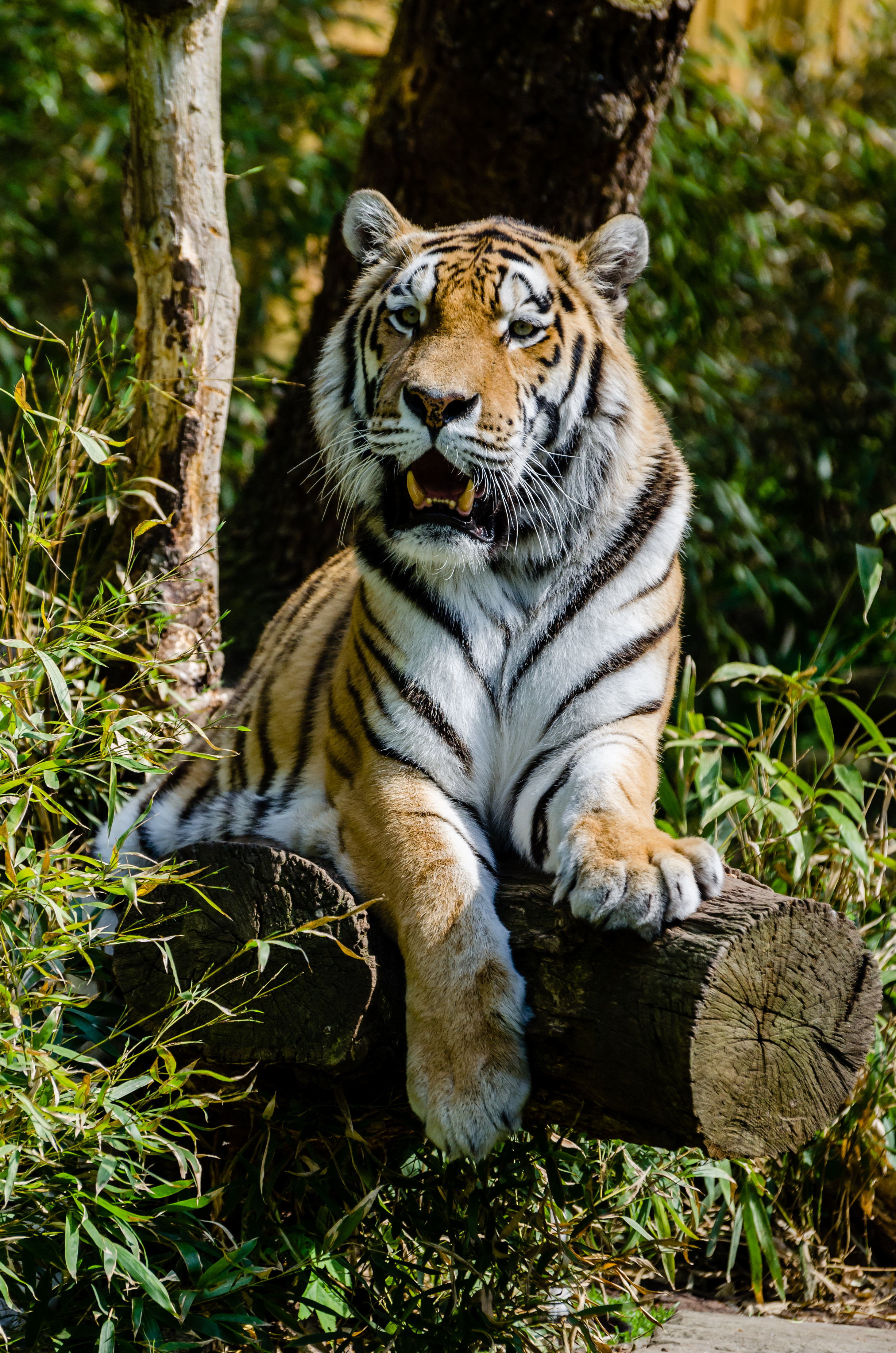
ببر سیبری اسیر در باغ وحش مونستر

ببر نارنجی رنگ با خطوط عمودی سیاه باریک است. ارتفاع آن کمتر از ۱۵۰ سانتی متر (۵۹ اینچ)، طول جمجمه‌اش ۲۵۰ میلی متر (۹.۸ اینچ)، عرض استخوان گونه آن ۱۸۰ میلی متر (۷.۱ اینچ) است و طول دندان گوشت‌بری بالایی آن نیز بیش از ۲۶ میلی متر (۱ اینچ) طول ندارد. ببر بدنی انعطاف‌پذیر دارد که روی پاهای نسبتاً کوتاه با دمی نسبتاً بلند ایستاده است.

### اندازه بدن
در دهه ۱۹۸۰، میانگین وزن ببرهای سیبری در حیات وحش، برای نرها بین ۱۸۰ تا ۳۰۶ کیلوگرم (۳۹۷ تا ۶۷۵ پوند) و برای ماده‌ها ۱۰۰ تا ۱۶۷ کیلوگرم (۲۲۰ تا ۳۶۸ پوند) ثبت شد. ببرهای فوق‌العاده بزرگ، مورد هدف و تیراندازی شکارچیان قرار می‌گرفتند.
در سال ۲۰۰۵، گروهی از جانورشناسان روسی، آمریکایی و هندی، تجزیه و تحلیلی از داده های تاریخی و معاصر در مورد وزن بدن ببرهای وحشی و اسیر، چه ماده و چه نر در تمامی زیرگونه‌ها منتشر کردند. داده های مورد استفاده شامل وزن ببرهایی است که بیش از ۳۵ ماه سن داشتند و در حضور نویسندگان اندازه گیری شدند. مقایسه آنها با داده های قدیمی نشان می‌دهد که تا نیمه اول قرن بیستم، ببرهای نر و ماده سیبری به طور متوسط نسبت به ببرهای سیبری پس از سال ۱۹۷۰ سنگین‌تر بودند. میانگین وزن یک ببر سیبری نر وحشی قدیمی ۲۱۵ کیلوگرم (۴۷۵ پوند) و یک ماده ۱۳۷ کیلوگرم (۳۰۳ پوند) بود. ببر سیبری نر وحشی معاصر به طور متوسط ۱۷۶ کیلوگرم (۳۸۹ پوند) وزن دارد و حد مجانبی آن ۲۲۲ کیلوگرم (۴۹۰ پوند) است. یک ماده وحشی به طور متوسط ۱۱۷ کیلوگرم (۲۶۰ پوند) وزن دارد. ببرهای سیبری قدیمی و ببرهای بنگال بزرگترین ببرهای جهان بودند، در حالی که ببرهای سیبری معاصر به طور متوسط سبک‌تر از ببرهای بنگال هستند. از دلایل کاهش وزن ببرهای سیبری امروزی، می‌توان به کاهش فراوان طعمه به دلیل شکار غیرقانونی، بیمار شدن ببرها و دستگیری آنها پس از درگیری با مردم، اشاره کرد.
اندازه‌گیری‌های انجام شده توسط دانشمندان پروژه ببر سیبری در سیخوته-آلین نشان می‌دهند طول بدن یک ببر سیبری نر ۱۷۸ تا ۲۰۸ سانتی متر (۷۰ تا ۸۲ اینچ) است و میانگین اندازه بدن آنها ۱۹۵ سانتی متر (۷۷ اینچ) می‌باشد. طول بدن ببرهای ماده ۱۶۷ تا ۱۸۲ سانتی متر (۶۶ تا ۷۲ اینچ) است و میانگین طول بدن آنها ۱۷۴ سانتی متر (۶۹ اینچ) است. میانگین طول دم آنها در نرها ۹۹ سانتی متر (۳۹ اینچ) و در ماده‌ها ۹۱ سانتی متر (۳۶ اینچ) است. طول بدن بزرگترین ببر نر، ۳۰۹ سانتی متر (۱۲۲ اینچ) با حساب ۱۰۱ سانتی متر (۴۰ اینچ) دم بود. دور سینه آنها، ۱۲۷ سانتی متر (۵۰ اینچ) بود. طول بزرگترین ببر ماده ۲۷۰ سانتی‌متر (۱۱۰ اینچ) با حساب ۸۸ سانتی‌متر (۳۵ اینچ) دم بود و دور سینه آنها هم ۱۰۸ سانتی‌متر (۴۳ اینچ) بود. یک ببر نر که توسط اعضای پروژه ببر سیبری اسیر شده بود، ۲۰۶ کیلوگرم (۴۵۴ پوند) وزن داشت و بزرگترین ببر نر مجهز به دورسنجی، ۲۱۲ کیلوگرم (۴۶۷ پوند) وزن داشت.
ببر سیبری اغلب به عنوان بزرگترین زیرگونه ببر شناخته می‌شود. یک ببر نر وحشی که در سال ۱۹۴۳ در منچوری در رودخانه سونگ‌هوا کشته شد، طبق گزارش‌ها ۳۵۰ سانتی‌متر (۱۴۰ اینچ) طول داشته و طول دم آن نیز حدود ۱ متر بوده است. همچنین وزن آن حدود ۳۰۰ کیلوگرم (۶۶۰ پوند) بوده است. در منابعی غیرمعتبر، وزن این ببر، ۳۱۸، ۳۸۴ و حتی ۴۰۸ کیلوگرم (۸۹۹ پوند) ذکر شده است.

## پراکندگی و زیستگاه
ببر سیبری زمانی در بسیاری از شبه جزیره کره، منچوری و سایر بخش‌های شمال‌شرقی چین، بخش شرقی سیبری و خاور دور روسیه و احتمالا تا غرب مغولستان و دریاچه بایکال، جایی که ببر کاسپین نیز در آنجا زندگی می‌کرده است، زندگی می‌کرد. در اواخر پلیستوسن و هولوسن، احتمالاً قبل از اینکه انسان شارش ژن آنها را در آنجا قطع کند، از طریق راهروهایی در حوضه رود زرد، به جمعیت ببرهای جنوب چین انتقال یافته بودند.
امروزه، گستره آنها از جنوب به شمال به طول تقریباً ۱۰۰۰ کیلومتر (۶۲۰ مایل) تا سرزمین پریمورسکی و در جنوب سرزمین خاباروفسک تا شرق و جنوب رود آمور امتداد دارد. همچنین در محدوده خینگان بزرگ دیده می‌شوند که از چین در چندین نقطه در جنوب غربی پریموریه به روسیه می‌رود. این منطقه منطقه ادغامی از جنگل‌های پهن برگ و مخلوط معتدل آسیای شرقی و تایگا را نشان می دهد که ترکیبی از انواع جنگل‌هایی می‌شود که از نظر ارتفاع و توپوگرافی متفاوت هستند. یکی از زیستگاه‌های مهم ببر سیبری، جنگل‌های کاج کره‌ای هستند که ساختار پیچیده‌ای دارند.
جانوران این مناطق، با ترکیبی از اشکال زندگی آسیایی و شمالی زندگی می‌کنند. مجموعه‌ای از هفت گونه از سم‌داران در این منطقه زندگی می‌کنند که واپیتی منچوری، شوکای سیبری و گراز وحشی فراوان‌ترین آنها در سراسر کوه های سیخوته-آلین هستند اما در جنگل های صنوبر و در ارتفاعات نادر هستند. گوزن‌های سیکا فقط به نیمه جنوبی کوه های سیخوته آلین محدود می‌شوند. آهوی ختن سیبری و موس در جنگل‌های مخروطی زندگی می‌کنند و در نزدیکی مرزهای جنوبی کوه‌های مرکزی سیخوته آلین قرار دارند.
در سال ۲۰۰۵، تعداد ببرهای آمور در چین بین ۱۸ تا ۲۲ قلاده و تعداد ببرهای خاور دور روسیه بین ۳۳۱ تا ۳۹۳ قلاده تخمین زده شد که حدود ۲۵۰ قلاده از آنها، جمعیت بالغ درحال تولید مثل هستند و کمتر از ۱۰۰ قلاده از آنها به احتمال زیاد نابالغ و بیش از ۲۰ قلاده از آنها هم به احتمال زیاد کمتر از ۳ سال سن دارند. بیش از ۹۰ درصد از این جمعیت، در منطقه کوهستانی سیخوته آلین زندگی می‌کنند. براساس ردیابی‌ها و مشاهده‌ها، تعداد نامشخصی از ببرها در ذخیره‌گاه‌های اطراف کوه پکتو، در مرز بین چین و کره شمالی زندگی می‌کنند.
در اوت ۲۰۱۲، یک ببر سیبری به همراه چهار توله‌اش برای اولین بار در ذخیره‌گاه ملی هانچون در شمال‌شرقی چین واقع در مجاورت مرزهای بین روسیه و کره شمالی دیده شد. بررسی‌های تله دوربینی که در فصل‌های بهار ۲۰۱۳ و ۲۰۱۴ انجام شد، بین ۲۷ تا ۳۴ قلاده ببر را در امتداد مرز چین و روسیه نشان داد. در آوریل ۲۰۱۴، کارکنان صندوق جهانی طبیعت یک ویدئو از یک ببر با توله‌هایش در چین ضبط کردند. جمعیت ببرها در کوهستان چانگبای بین سال‌های ۲۰۰۳ تا ۲۰۱۶ به سمت غرب پراکنده شدند.
بررسی دوربین‌های تله‌ای بین سال‌های ۲۰۱۳ و ۲۰۱۸ حدود ۵۵ قلاده ببر سیبری را در چهار منظره جنگلی در شمال شرقی چین نشان داد: لائویلینگ، رشته کوه ژانگ‌گوانگ‌چای، واندا و خینگان جنوبی. برای شناسایی ژنتیکی ۳۰ قلاده ببر در این منطقه از مدفوع، ادرار و مو استفاده شد.

## رفتار و بوم‌شناسی

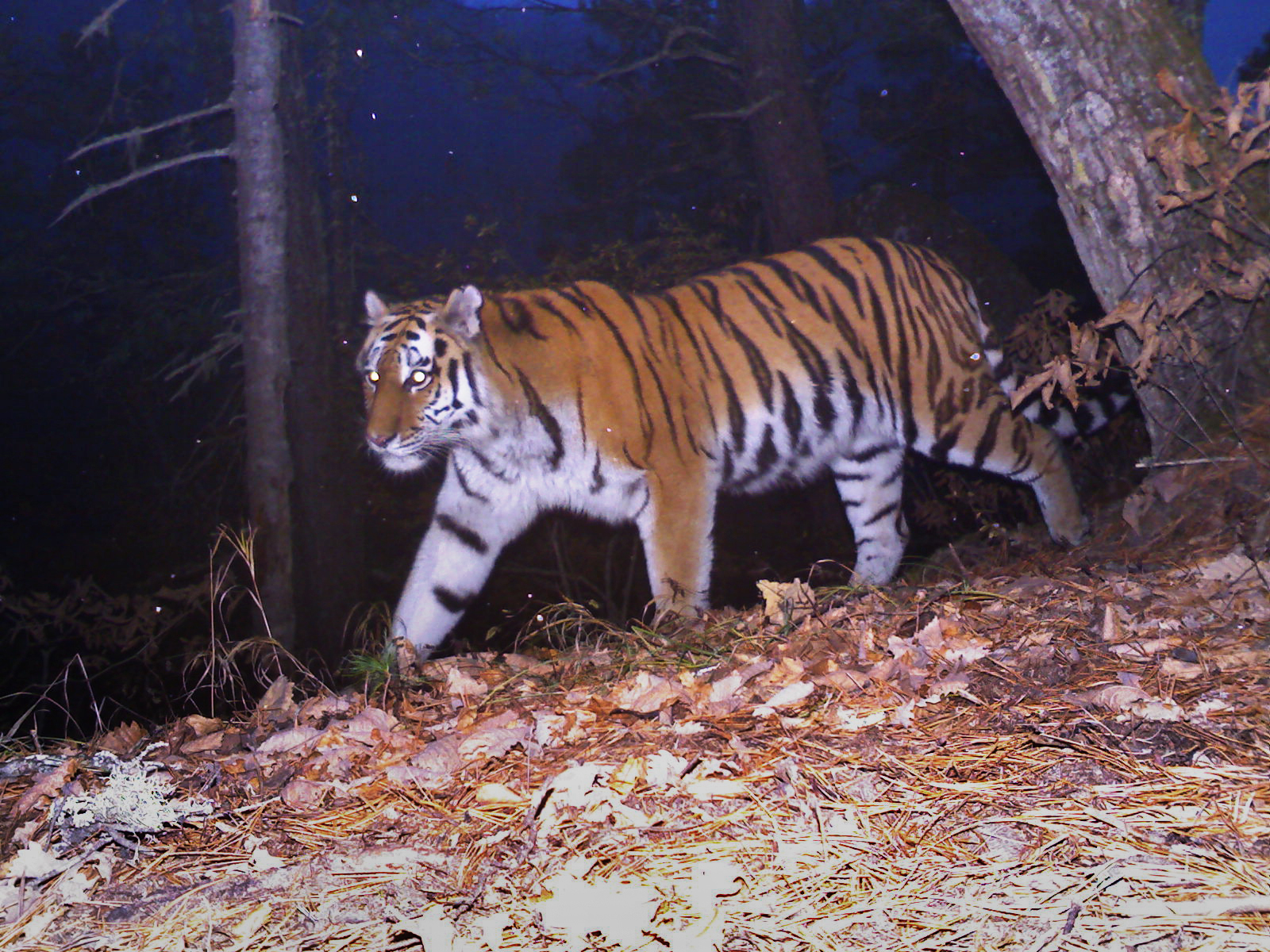
یک ببر سیبری که توسط دوربین عکاسی تله‌ای شکار شده است

### شکار و رژیم غذایی

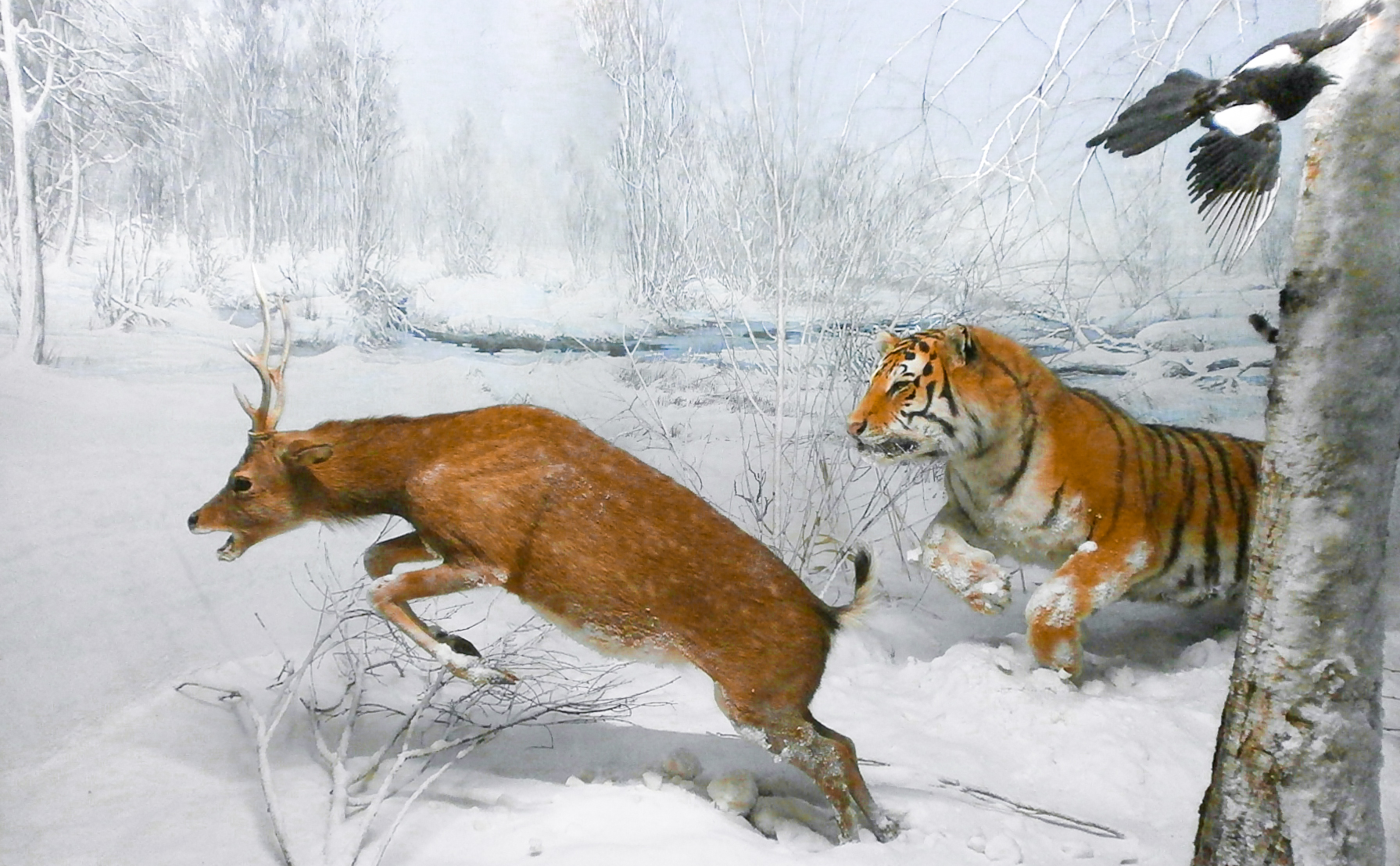
دیورامایی که در موزه تاریخ طبیعی میلانو، ببری را در حال تعقیب گوزن سیکا نشان می‌دهد.

گونه‌هایی که شکار ببر هستند شامل سم‌دارانی مانند واپیتی منچوری (Cervus canadensis xanthopygus)، آهوی ختن سیبری (Moschus moschiferus)، گورال دم‌دراز (Naemorhedus caudatus)، موس (Alces alces)، شوکای سیبری (Capreolus dekaergus) (Cervus nippon) و گراز وحشی (Sus scrofa) هستند و گاهی نیز شامل خرس سیاه آسیایی (Ursus thibetanus) و خرس قهوه‌ای (Ursus arctos) هم می‌شوند. آنها حتی طعمه‌های کوچکتری مانند خرگوش‌های اهلی و خرگوش‌های صحرایی و حتی ماهی آزاد را هم شکار می‌کنند. مدفوع‌های آنها در امتداد مرز بین روسیه و چین در نوامبر ۲۰۱۴ تا آوریل ۲۰۱۵ جمع‌آوری شد. ۱۱۵ نمونه از مدفوع‌ها از ۹ ببر، حاوی بقایای گراز وحشی و گوزن بود. بین ژانویه ۱۹۹۲ و نوامبر ۱۹۹۴، ۱۱ ببر دستگیر شدند و بر روی آنها دورسنجی نصب شد تا به مدت ۱۵ ماه، در دامنه‌های شرقی رشته کوه سیخوته-آلین تحت نظارت قرار بگیرند. نتایج این مطالعه نشان می‌دهد که جمعیت زیاد آنها ارتباط نزدیکی با جمعیت زیاد واپیتی منچوری دارد. درحالی که در دسترس بودن گراز وحشی دلیل قانع کننده‌ای برای تعداد ببر نبود. اگرچه آنها آهوی ختن سیبری و گوزن سیکا را نیز شکار می‌کنند اما ارتباط جمعیت زیاد این گونه‌ها با جمعیت ببرها کم بود. فراوانی زیستگاه‌های گونه‌های مهمی که طعمه ببر هستند، بهترین و منطقی‌ترین دلیل برای فراوانی ببر بود. نتایج یک مطالعه سه ساله بر روی ببرهای سیبری نشان می‌دهد که میانگین فاصله بین کشتار آنها و مصرف تخمینی طعمه در فصول مختلف متفاوت است. در طول سال‌های ۲۰۰۹ تا ۲۰۱۲، سه ببر بالغ هر ۷ روز در تابستان طعمه خود را می‌کشتند و به طور متوسط روزانه ۷.۸۹ کیلوگرم گوشت مصرف می‌کردند. در زمستان طعمه‌های بزرگ‌تر را می‌کشتند. هر ۵ تا ۷ روز یک‌بار، شکار می‌کردند و به طور متوسط روزانه ۱۰ کیلوگرم (۲۳ پوند) گوشت مصرف می‌کردند.

### رابطه با گونه‌های شکارچی دیگر

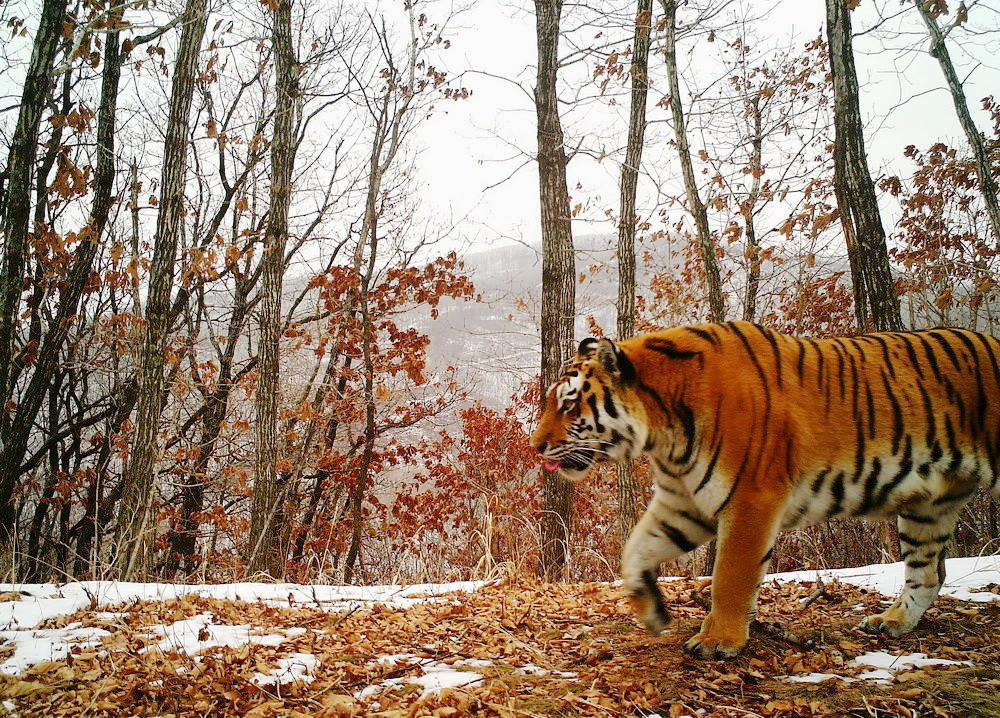
ببر سیبری

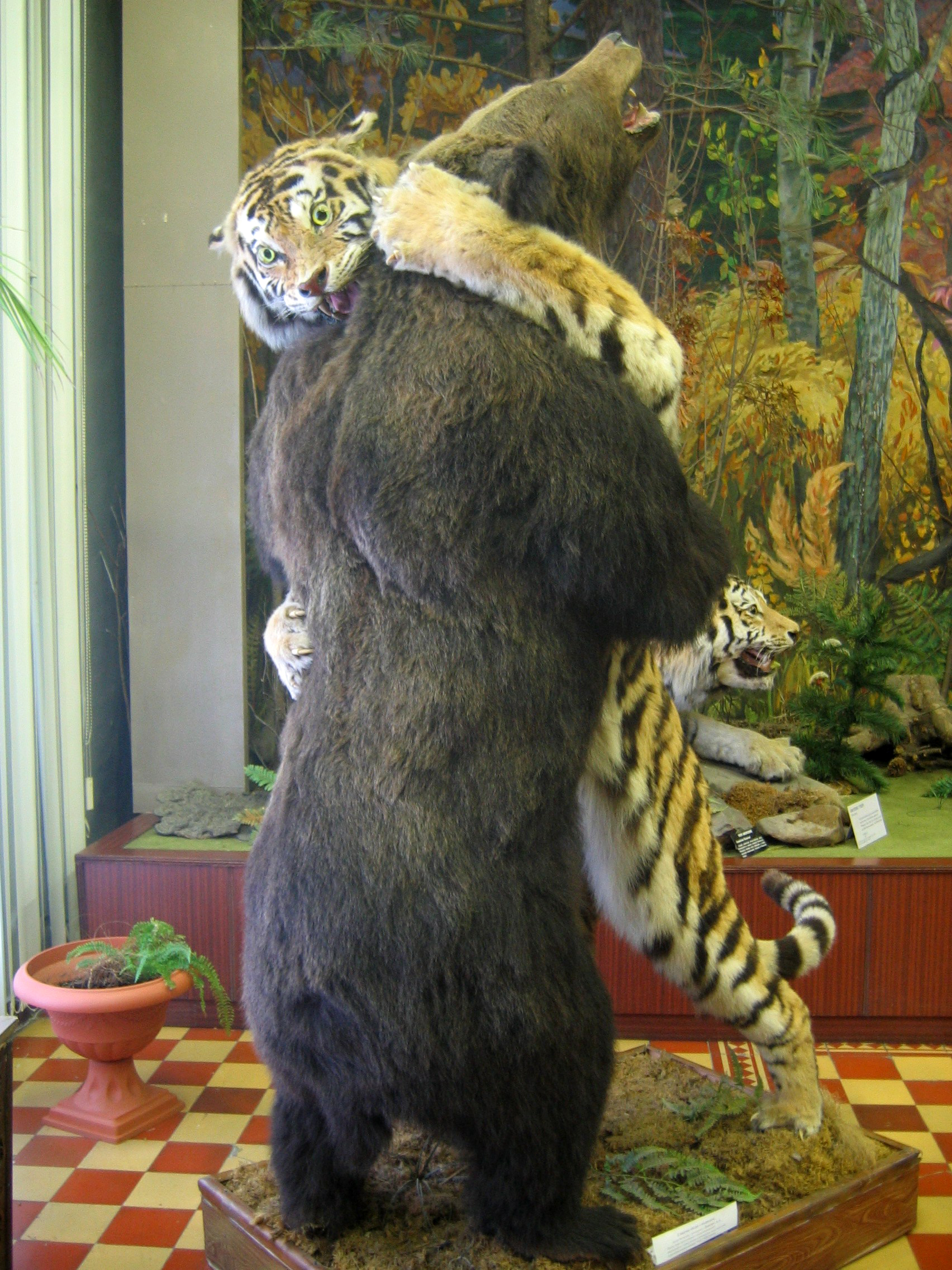
یک تاکسیدرمی نمایشگاهی که یک ببر را درحال مبارزه با خرس قهوه‌ای نشان می‌دهد (موزه ولادی وستوک)

در پی کاهش جمعیت ببرهای دارای ردیاب از سال ۱۹۴۴ تا ۱۹۵۹، ۳۲ مورد از حمله ببرهای آمور به خرس قهوه‌ای اوسوری (Ursus arctos lasiotus) و خرس سیاه اوسوری (U. thibetanus ussuricus) در خاور دور روسیه ثبت شد و بقایای خرس‌ها از جمله موهای خرس، در این منطقه یافت شد. چندین نمونه ببر نشان می‌دهند، ببرها به خرس‌های سیاه کمتر از خرس‌های قهوه‌ای حمله می‌کنند زیرا خرس‌های سیاه در زیستگاه‌های بازتر زندگی می‌کنند و قادر به بالا رفتن از درختان نیستند. در همان زمان، چهار مورد کشتار ببرهای ماده و توله‌های آنها توسط خرس قهوه‌ای گزارش شد و این‌ها هم به دلیل اختلاف بر سر طعمه و هم برای دفاع از خود اتفاق می‌افتادند. همچین ببرها عمدتاً از چربی‌های خرس مانند پشت، ژامبون و کشاله ران تغذیه می کنند.
وقتی ببرهای آمور خرس‌های قهوه‌ای را شکار می‌کنند، معمولاً خرس‌های جوان و خردسال را هدف می‌گیرند؛ همچنین ماده‌های بالغ کوچکی که به بیرون از لانه‌هایشان می‌روند در حالی که از خواب زمستانی بی‌حال هستند. شکار خرس قهوه‌ای توسط ببرها در طول هیچ مطالعه‌ای که بین سال های ۱۹۹۳ و ۲۰۰۲ انجام شد، دیده نشد.
به نظر می رسد تأثیر حضور ببرها بر رفتار هر خرس قهوه‌ای متفاوت باشد. در زمستان‌های ۱۹۷۳-۱۹۷۰ یوداکوف و نیکولایف دو مورد خرس را ثبت کردند که هیچ ترسی از خود دربرابر ببر نشان ندادند و مورد دیگری هم یک خرس قهوه‌ای بود که هنگام عبور از مسیر یک ببر، تغییر مسیر داد. محققان دیگر مشاهده کرده‌اند که خرس‌ها برای کشتن و شکار بالقوه ببرها دنبال رد پای ببر می‌روند. با وجود شکارچی بودن، برخی از خرس‌های قهوه‌ای در واقع از حضور ببرها و کشتن ببرها برای دزدیدن طعمه‌هایشان سود می‌برند چون ممکن است خرس‌ها نتوانند شکارهای خود را با موفقیت شکار کنند. البته خرس‌های قهوه‌ای معمولاً ترجیح می‌دهند با ببرهای ماده بسیار کوچکتر رقابت کنند. در طی تحقیقات دورسنجی در منطقه حفاظت‌شده سیخوته-آلین، ۴۴ برخورد مستقیم بین خرس و ببر مشاهده شد که به طور کلی در ۲۲ مورد خرس‌ها و در ۱۲ مورد ببرها کشته شدند. گزارش‌هایی از خرس‌های قهوه‌ای وجود دارد که به طور خاص پلنگ‌ها و ببرهای آمور را هدف قرار می‌دهند تا طعمه آنها را بدزدند. در ذخیره‌گاه طبیعی سیخوته-آلین، کشتار ببرها توسط خرس‌ها، ۳۵ درصد کمتر بود، زیرا ببرها هنگام حمله خرس، یا به طور کامل طعمه خود را ترک می‌کردند یا بخشی از طعمه را برای خرس می‌گذاشتند. برخی از مطالعات نشان می‌دهند که خرس‌ها اغلب ببرها را ردیابی می‌کنند تا طعمه آنها را غصب کنند و گه‌گاهی پیامدهای مرگباری برای ببر به‌همراه دارند. یک گزارش در سال ۱۹۷۳، دوازده مورد از کشتن ببرها از جمله نرهای بالغ را توسط خرس‌های قهوه‌ای نشان می‌دهند. در همه موارد، ببرها متعاقباً توسط خرس‌ها خورده شدند.
رابطه بین ببر آمور و خرس هیمالیا به طور اختصاصی مورد مطالعه قرار نگرفته است. با این‌حال انتشارات متعددی درمورد رابطه این دو گونه، با الهام از اطلاعات اپیزودیک و پیمایشی نوشته‌اند. این‌ اطلاعات توسط نویسندگان مختلف در مناطق مختلف جمع‌آوری شده است که البته تصویر دقیقی از طبیعت آنها، ارائه نمی‌دهند.
ببرها تعداد گرگ‌ها (Canis lupus) را تا حد انقراض کاهش می‌دهند که این کار، گرگ‌ها را به یک جزء ناچیز از اکوسیستم تبدیل می‌کند. به نظر می‌رسد که گرگ‌ها تنها زمانی قادر به فرار از ببرها هستند که حضور انسان‌ها، تعداد ببرها را کاهش دهد. در مناطقی که محدوده مشترک گرگ‌ها و ببرها هستند، این دو گونه معمولاً اشتراکات زیادی در رژیم غذاییشان دارند که منجر به رقابت شدید می‌شود. رفتارهای گرگ و ببر در سیخوته-آلین به خوبی ثبت شده است، جایی که تا آغاز قرن بیستم تعداد بسیار کمی گرگ در آنجا مشاهده می‌شد. ممکن است پس از نابودی ببرها در طول استعمار روسیه، در اواخر قرن نوزدهم و اوایل قرن بیستم، تعداد گرگ ها در منطقه افزایش یافته باشد. این موضوع توسط ساکنان بومی منطقه تأیید می‌شود که ادعا می کنند تا دهه ۱۹۳۰، زمانی که تعداد ببرها کاهش یافت، هیچ گرگی در سیخوته-آلین ندیده‌اند. امروزه گرگ‌ها در زیستگاه ببرها کمیاب هستند و معمولاً تنها یا در گروه‌های کوچک دیده می‌شوند. گزارش‌هایی دست اول در مورد تعامل بین این دو گونه نشان می‌دهند که ببرها گهگاه گرگ‌ها را برای شکار کردن تعقیب می‌کنند در حالی که گرگ ها از کشتن ببرها خودداری می‌کنند. با اینکه ببرها برای شکار گرگ‌ها شناخته نشده‌اند اما چهار مورد گزارش از کشتن گرگ‌ها توسط ببرها بدون مصرف کردن آنها وجود دارد. همچنین، گفته می‌شود ببرهایی که اخیراً رها شده‌اند، گرگ‌ها را شکار می‌کنند.
ببرهای سیبری نیز با سیاه‌گوش اورآسیایی (Lynx lynx) رقابت می‌کنند و گهگاه آنها را می‌کشند و می‌خورند. بقایای سیاه‌گوش اوراسیا در محتویات معده ببرهای سیبری در روسیه یافت شده است. در مارس ۲۰۱۴، یک سیاه‌گوش مرده که در ذخیره‌گاه طبیعی باستاک کشف شد که شواهدی از شکار شدن توسط یک ببر سیبری را داشت. ببر ظاهراً برای سیاه‌گوش کمین کرده، او را تعقیب کرده و کشته است اما فقط بخشی از آن را مصرف کرده است. این حادثه یکی از اولین موارد ثبت شده از شکار یک سیاه‌گوش توسط ببر را نشان می دهد و نشان می‌دهد که ببر ممکن است بیشتر به دنبال حذف یک رقیب باشد تا شکار کردن آن.

### تولید مثل و چرخه زندگی
ببرهای سیبری در هر فصلی از سال جفت‌گیری می‌کنند. یک ماده با علامت گذاری روی درختان با ادرار یا خراش، پذیرایی خود را نشان می‌دهد. او ۵ یا ۶ روز را با ببر نر می‌گذراند که در این مدت سه روز را از ببر نر پذیرایی می‌کند. بارداری ۳ ماه و نیم طول می‌کشد. اندازه بستر آنها معمولاً ظرفیت دو یا چهار توله را دارد، اما می‌تواند تا شش توله هم در آنجا جا می‌شوند. توله‌ها در لانه که سرپناه آنهاست، نابینا به دنیا می‌آیند و وقتی ماده برای شکار لانه را ترک می‌کند، تنها می‌مانند. توله‌ها هنگام تولد به طور مساوی بین هردو جنس تقسیم می‌شوند. با این حال، در بزرگسالی معمولاً دو تا چهار ماده برای هر نر وجود دارد. توله‌های ماده مدت طولانی تری نزد مادران خود می‌مانند و بعداً به سرزمین‌هایی نزدیک به محدوده اصلی خود سفر می‌کنند. از سوی دیگر، نرها بدون همراه سفر می‌کنند و حتی در همان اوایل زندگی‌شان از مادر جدا می‌شوند که آنها را در برابر شکارچیان غیرقانونی و دیگر ببرها آسیب‌پذیرتر می‌کند. یک خانواده ببر سیبری متشکل از یک نر بالغ، یک ماده و سه توله در سال ۲۰۱۵ دیده شدند.
تا قبل از ۳۵ ماهگی، ببرها نابالغ هستند. نرها در سن ۴۸ تا ۶۰ ماهگی به بلوغ جنسی می‌رسند.
میانگین طول عمر ببرهای سیبری بین ۱۶ تا ۱۸ سال است. ببرهای وحشی بین ۱۰ تا ۱۵ سال زندگی می‌کنند، در حالی که ببرهای اسیر ممکن است تا ۲۵ سال زندگی کنند.

## تهدید‌ها
نتایج تجزیه و تحلیل ژنتیکی ۹۵ نمونه ببر سیبری وحشی از روسیه نشان داد که تنوع ژنتیکی آنها بسیار کم است و این مشکل بزرگی است زیرا بیش از ۹۰ درصد جمعیت ببر سیبری در منطقه کوهی سیخوته آلین زندگی می کنند و تنها ۱۰ درصد از آنها در جنوب غربی استان پریمورسکی زندگی می‌کنند. در زمستان ۲۰۰۷-۲۰۰۶، شکار غیرقانونی، دلیل این تنوع ژنتیکی کم شناسایی شد. شکار غیرقانونی ببرها و گونه‌های وحشی دیگری که طعمه آنها هستند، به عنوان عاملی برای کاهش جمعیت در نظر گرفته می‌شوند. در منطقه حفاظت شده ملی هوانگ نی هه در شمال چین، شکارچیان غیرقانونی دام‌های زیادی‌ برای شکار ببرها می‌گذارند و این درحالی است که پرسنل کافی برای گشت‌زنی در این منطقه ۷۵ کیلومتر مربعی (۲۹ مایل مربع) در طول سال وجود ندارد.

### در گذشته
پس از فروپاشی اتحاد جماهیر شوروی، جنگل‌زدایی غیرقانونی و رشوه دادن به محیط‌بانان برای شکار غیرقانونی ببرهای سیبری، شکار آنها بسیار آسان شد. از طرفی، شکارچیان محلی به یک بازار پر سود چینی که قبلاً بسته شده بود دسترسی داشتند و همه‌ی این‌ها، جمعیت ببرهای منطقه را در معرض خطر انقراض قرار داد. در حالی که بهبود در اقتصاد محلی منجر به سرمایه‌گذاری برای کمک به تلاش‌های حفاظت شده است، افزایش فعالیت های اقتصادی منجر به افزایش جنگل‌زدایی شده است. مانع اصلی بقای ببر، قلمرو عظیمی است که ببرها به آن نیاز دارند. تا ۴۵۰ کیلومتر مربع (۱۷۰ مایل مربع) برای یک ببر ماده و خیلی بیشتر از آن برای یک ببر نر مورد نیاز است. ببر سیبری زمانی در شبه جزیره کره بسیار زیاد بود اما در طول دوره استعمار ژاپن بر کره بین سالهای ۱۹۱۰ و ۱۹۴۵، منقرض شد.

## حفاظت
ببرها در فهرست قرمز کنوانسیون بین‌المللی تجارت گونه‌های جانوری و گیاهی وحشی در حال انقراض گنجانده شده‌اند و تجارت‌های بین‌المللی آنها ممنوع است. تمامی ایالت‌هایی که منطقه زیست ببر و کشورهایی که دارای بازار مصرف آنها هستند، تجارت داخلی را نیز ممنوع کرده‌اند. در چهاردهمین کنفرانس اعضای CITES در سال ۲۰۰۷، موضوع اقدامات اجرایی قوی‌تر و همچنین پایان دادن به پرورش ببر مطرح شد. در سال ۱۹۹۲ پروژه ببر سیبری با هدف ارائه تصاویری جامع از بوم‌شناسی ببر آمور و نقش ببرها در خاور دور روسیه از طریق مطالعات علمی تأسیس شد. با مجهز کردن ببرها به قلاده‌های رادیویی، ساختار اجتماعی، عادات غذایی، تولید مثل، مرگ و میر و ارتباط آنها با سایر ساکنان اکوسیستم از جمله انسان، مورد بررسی قرار می گیرد. این گردآوری داده‌ها به حداقل تهدید رساندن شکارهای غیرقانونی کمک کند. پروژه ببر سیبری در افزایش ظرفیت محلی برای رسیدگی به درگیری انسان و ببر و همکاری با تیم واکنش ببر (بخشی از بازرسان ببر دولت روسیه که به تمام درگیری های ببر و انسان رسیدگی می‌کند) نقش داشته است. با ادامه توسعه پایگاه داده‌های بزرگ درمورد بوم‌شناسی و حفاظت از ببر با هدف ایجاد یک طرح جامع حفاظت از ببر سیبری و آموزش نسل بعدی زیست‌شناسان و محیط‌بانان برای حفاظت از حیات‌وحش روسیه در اوت ۲۰۱۰، چین و روسیه توافق کردند که حفاظت و همکاری در مناطق حفاظت شده در یک منطقه فرا مرزی برای ببرهای آمور را افزایش دهند. چین مجموعه ای از کمپین های آگاهی عمومی، از جمله جشن اولین روز جهانی ببر در ژوئیه ۲۰۱۰، و انجمن بین المللی حفاظت از ببر و جشنواره فرهنگی ببر آمور چین در اوت ۲۰۱۰ انجام داده است.

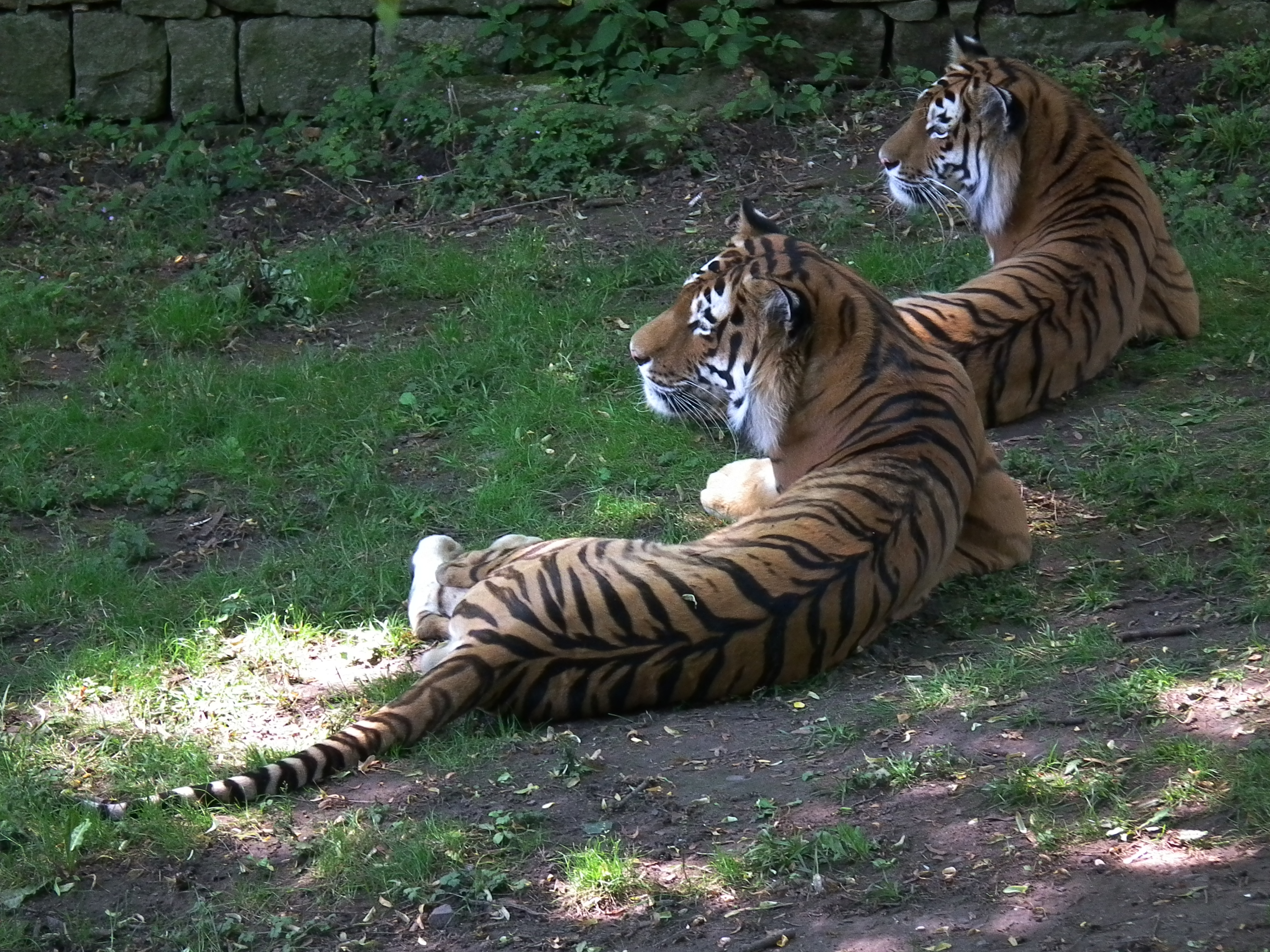
یک زوج در باغ وحش آلمان

### احیا
با نگاهی به یافته‌هایی که مبنی بر این هستند که ببر آمور نزدیک‌ترین خویشاوند ببر کاسپین است، بحث‌هایی درباره این موضوع مطرح شده است که آیا ببر آمور می‌تواند زیرگونه مناسبی برای احیای ببر کاسپین در مکانی امن در آسیای مرکزی باشد یا خیر. در ابتدا آمودریا به عنوان یک محل مناسب برای این پروژه پیشنهاد شد. یک مطالعه امکان سنجی برای بررسی اینکه آیا این منطقه مناسب است و آیا چنین ابتکاری از سوی تصمیم گیرندگان مربوطه مورد حمایت قرار می‌گیرد، آغاز شد. یک جمعیت ببر (در حدود ۱۰۰ قلاده) حداقل به ۵۰۰۰ کیلومتر مربع (۱۹۰۰ مایل مربع) که بخش بزرگی از یک زیستگاه باشد به یک مجموعه از طعمه‌های غنی نیاز دارد. چنین زیستگاهی در حال حاضر در آمودریا موجود نیست و بنابراین در کوتاه مدت نمی توان آن را فراهم کرد. بنابراین، این منطقه پیشنهادی حداقل در این مرحله از پروژه، برای احیا نامناسب است.

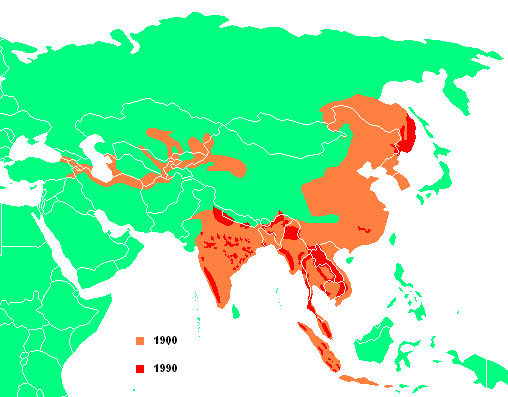
مقایسه مکان زیست تمامی زیرگونه‌های ببر (۱۹۰۰ نارنجی) و (۱۹۹۰ سرخ)

دومین مکان ممکن برای احیای ببر کاسپین در قزاقستان، رود ایلی در لبه جنوبی دریاچه بلخاش است. این رود بین بیابان ساری‌اسیک-آتیراو و صحرای تائوقوم واقع شده است و تالاب بزرگی به مساحت حدود ۸۰۰۰ کیلومتر مربع (۳۱۰۰ مایل مربع) را تشکیل می دهد. از آنجایی که رودخانه ایلی تا سال ۱۹۴۸ پناهگاه ببر منقرض شده مازندران بود، احیای ببر سیبری در این مکان پیشنهاد شده است. جمعیت زیادی از گرازهای وحشی در باتلاق های این رودخانه زندگی می‌کنند. احیای آهوی بخارا که زمانی طعمه مهمی برای ببرها بود، نیز در دستور کار است. از این رو رودخانه ایلی به عنوان مکان مناسبی برای احیا در نظر گرفته می شود.
در سال ۲۰۱۰، روسیه دو ببر سیبری اسیر را با دو قلاده پلنگ ایرانی با دولت ایران مبادله کرد، زیرا گروه‌های حفاظت از حیات‌وحش هر دو کشور بر سر احیای این حیوانات در طبیعت طی پنج سال آینده توافق کردند. این موضوع بسیار بحث برانگیز است زیرا تا کنون تنها ۳۰ درصد از این پروژه‌‌ ها موفق شده‌اند. علاوه بر این، ببر سیبری از نظر ژنتیکی با ببر کاسپین یکسان نیست. یک مشکل دیگر، تفاوت‌های آب و هوایی است زیرا دمای ایران بیشتر از سیبری است. احیای گونه‌های عجیب و غریب به یک زیستگاه جدید می‌توانند باعث صدمات جبران ناپذیری شوند. در دسامبر ۲۰۱۰، یکی از این دو ببرها، در باغ وحش ارم تهران درگذشت. با این وجود، این پروژه مدافعان خود را دارد و ایران با موفقیت دوباره گوزن زرد ایرانی و مرال را احیا کرده است. در سال ۲۰۰۵، احیای ببر به عنوان بخشی از پروژه بازسازی در پارک پلیستوسن در حوضه رود کولیما در شمال یاقوتستان در روسیه برنامه‌ریزی شد، به شرط اینکه جمعیت گیاهخواران در این مکان به اندازه‌ای رسیده باشد که احیای شکارچیان بزرگ را تضمین کند.

### در اسارت

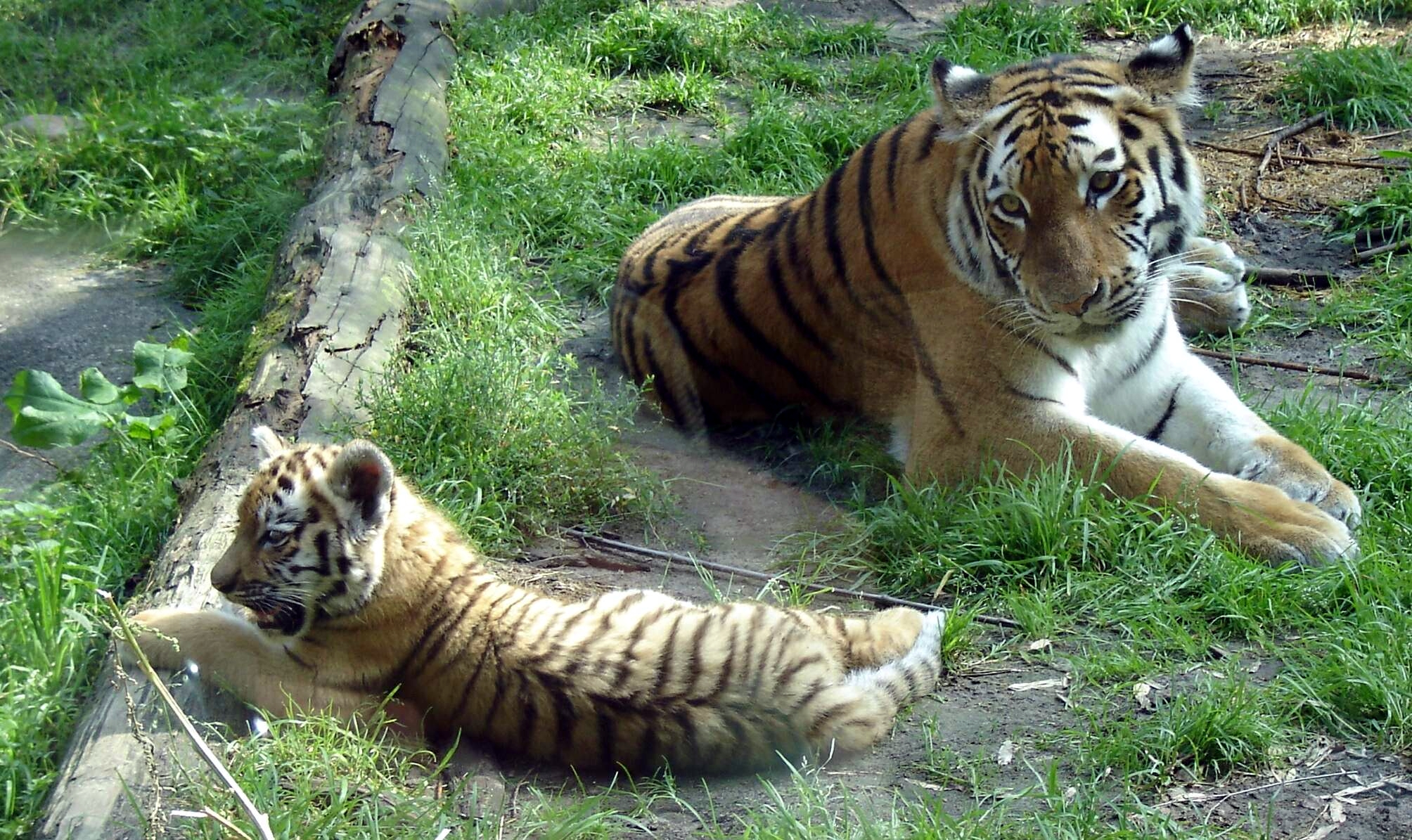
یک ببر همراه با توله‌اش در اسارت دیرن پارک آمرسفورت

در سال‌های اخیر، در چین پرورش ببرها در اسارت به حدی سرعت یافته است که تعداد جمعیت اسیر چندین زیرگونه از ببر، از ۴۰۰۰ قلاده فراتر رفته است. طبق گزارش‌ها، سه هزار نمونه ببر توسط ۱۰ تا ۲۰ سازمان "مهم" نگهداری می‌شوند و بقیه آنها در بین ۲۰۰ سازمان پراکنده هستند. این امر، چین را به دومین دارنده جمعیت اسیر ببر در جهان پس از ایالات متحده که در سال ۲۰۰۵ حدود ۴۶۹۲ ببر در اسارت داشت، تبدیل می‌کند. در یک سرشماری که توسط فدراسیون حفاظت از گربه‌سانان در ایالات متحده انجام شد، ۲۸۸۴ ببر در ۴۶۸ سازمان آمریکایی ساکن بودند.
در سال ۱۹۸۶، دولت چین بزرگترین پایگاه پرورش ببر سیبری در جهان، پارک ببر سیبری هاربین را تأسیس کرد و قرار بود یک استخر ژنی ببر سیبری برای اطمینان از تنوع ژنتیکی ببر ایجاد کند. پارک و جمعیت ببرهای موجود آن به دو بخش تقسیم می‌شوند: یکی بخش برای محافظت و مدیریت ژنتیکی گونه‌ها و بخش دیگری برای گیاهان زینتی. گزارش شده است که وقتی پارک جنگلی ببر شمال شرقی هیلونگجیانگ تأسیس شد، تنها ۸ ببر داشت، اما با توجه به نرخ فعلی پرورش ببرها در پارک، تعداد ببرهای وحشی سیبری در سراسر جهان در اواخر سال ۲۰۱۰ به ۱۰۰۰ قلاده ببر خواهد رسید. کره جنوبی نیز انتظار داشت که سه قلاده ببر را برای احیا دریافت کند که در سال ۲۰۰۹ روسیه وعده ارسال آنها در سال ۲۰۱۱ را به کره جنوبی داد.

## حمله به انسان

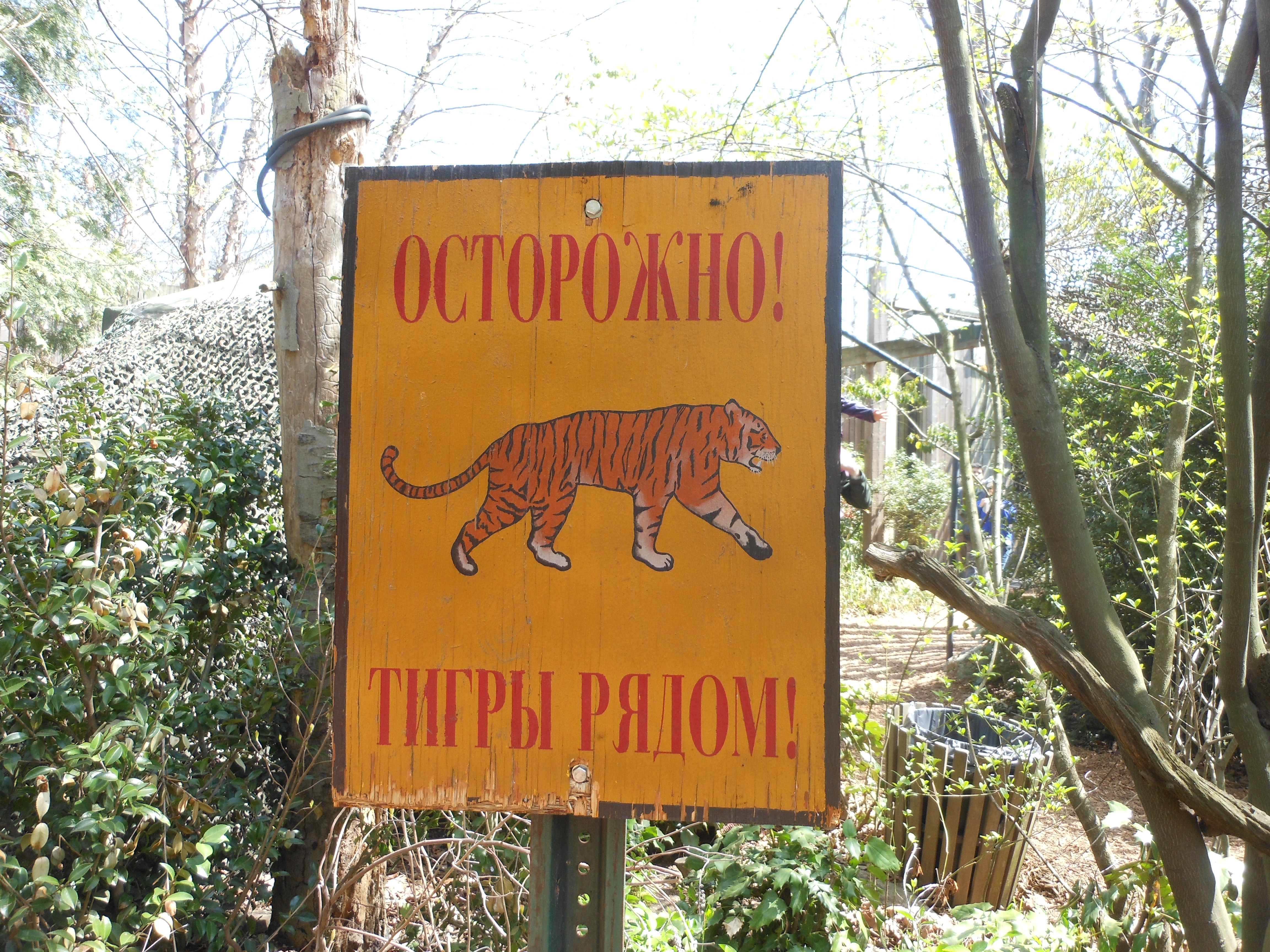
علامت هشدار دهنده: احتیاط کنید! ببرها نزدیک هستند! (به روسی: Осторожно! Тигры рядoм!).

ببر سیبری به ندرت آدمخوار می‌شود.  موارد متعددی از حمله ببر به انسان‌ها در قرن نوزدهم ثبت شد که معمولاً در آسیای مرکزی به استثنای ترکمنستان، قزاقستان و خاور دور رخ می‌داد. ببرها از نظر تاریخی به ندرت خطرناک تلقی می‌شدند مگر اینکه تحریک به حمله می‌شدند، اگرچه طبق گزارش‌ها، یک ببر زنی را که هیزم جمع آوری می‌کرد و یک افسر نظامی غیرمسلح را هنگام عبور از میان بیشه های نی کشت. همچنین حمله به چوپانان در پایین دست ایلی ثبت شده است. در خاور دور، در اواسط تا اواخر قرن ۱۹، حملات به مردم ثبت شد. در سال ۱۸۶۱ در رودخانه Tsymukha، ببرها ۲۱ مرد را کشتند و ۶ نفر را مجروح کردند. در استان جیلین چین، ببرها به کالسکه‌ها حمله می‌کردند و گهگاه حتی وارد کابین‌ها می‌شدند و بزرگسالان و کودکان را بیرون می‌کشیدند.

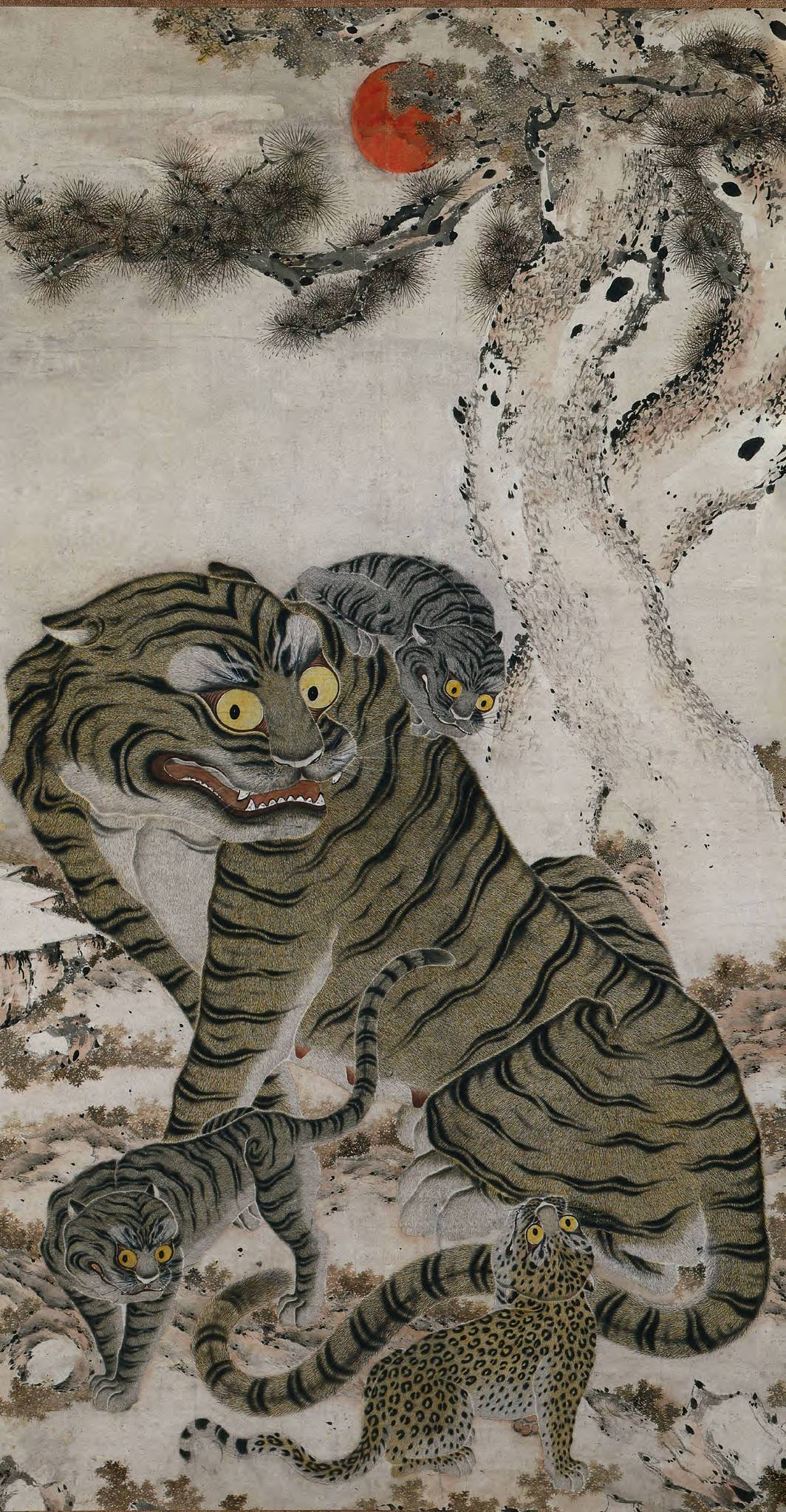
یک خانواده ببر که در یک طومار کره‌ای در اواخر قرن هجدهم به تصویر کشیده شده‌اند

طبق گزارش اداره پلیس ژاپن در کره، در سال ۱۹۲۸ یک ببر یک انسان را کشت، در حالی که پلنگ سه نفر، گراز وحشی چهار نفر و گرگ ها ۴۸ نفر را کشتند. همچنین شش مورد از حملات وحشیانه که منجر به انسان خواری شد، در روسیه در قرن بیستم ثبت شد. با این حال، حملات تحریک‌آمیز بیشتر اتفاق می‌افتند که معمولاً نتیجه تلاش‌های ناموفق برای گرفتن آنهاست. در دسامبر سال ۱۹۹۷، یک ببر آمور مجروح به دو نفر حمله کرد و آنها را کشت. هر دو حمله در دره رودخانه بیکین رخ داد. گروه ضربت ضد شکار غیرقانونی بازرسی ببر هر دو مرگ را بررسی کرد، ببر را ردیابی کرد و آن را کشت.
در ژانویه ۲۰۰۲، مردی در یک جاده کوهستانی دورافتاده در نزدیکی هانچون در استان جیلین چین، در نزدیکی مرزهای روسیه و کره شمالی مورد حمله یک ببر قرار گرفت. او دچار آسیب شدیدی شد اما توانست زنده بماند. وقتی او به دنبال مراقبت های پزشکی بود، داستان او باعث ایجاد سردرگمی شد زیرا ببرهای سیبری به ندرت به انسان ها حمله می‌کنند. بررسی صحنه حمله نشان داد که گوشت گوزن خامی که این مرد حمل می کرد، توسط ببر دست نخورده باقی مانده بود. مقامات به این مرد به عنوان یک شکارچی غیرقانونی که باعث تحریک این حمله شده بود مشکوک بودند. صبح روز بعد، دیده شدن ببر توسط مردم محلی در امتداد همان جاده گزارش شد و یک ایستگاه تلویزیونی محلی جست‌جویی در محل حادثه انجام داد. این گروه، ردپای ببر و رد خون را در برف پیدا کردند و تقریباً ۲۵۰۰ متر آنها را دنبال کردند تا بتوانند نگاهی اجمالی به حیوان بیندازند. به زودی، ببر دیده شد که به آرامی جلوتر از آنها می چرخید. هنگامی که تیم تلاش می‌کرد برای دید بهتر دوربین نزدیک‌تر شود، ببر ناگهان حمله کرد و باعث شد که چهار نفر با وحشت فرار کنند. حدود یک ساعت پس از آن برخورد، ببر در همان جاده به یک زن ۲۶ ساله حمله کرد و او را کشت. مقامات با کمک بولدوزر جسد زن را پیدا کردند. بعد از آن، یک ببری که در ۲۰ متری دراز کشیده بود پیدا شد. این ببر ضعیف شده بود و به سختی زنده بود. اما با موفقیت آرام شد و برای معاینه منتقل شد. نتایج نشان می‌داد ببر کم خون بوده و توسط دام شکارچی که یک سیم بوده است، دور گردنش عمیقا تا مهره‌ها بریده شده و نای و مری را قطع کرده است. با وجود جراحی گسترده توسط تیمی از دامپزشکان، ببر بر اثر عفونت زخم مرد. تحقیقات بعدی نشان داد که اولین قربانی این ببر، یک شکارچی غیرقانونی بود که چندین تله گذاشت و هم ببر و هم یک آهو را به دام انداخت. این مرد بعداً به دلیل شکار غیرقانونی و آسیب رساندن به گونه‌های در حال انقراض، متهم به دو سال حبس در زندان شد. پس از آزادی از زندان، به پاکسازی جنگل از دام های قدیمی پرداخت. در یک حادثه در باغ وحش سانفرانسیسکو در دسامبر ۲۰۰۷، یک ببر از قفس فرار کرد و یک بازدیدکننده را کشت و دو نفر دیگر را مجروح کرد. این حیوان مورد اصابت گلوله پلیس قرار گرفت. این باغ وحش به دلیل گذاشتن حصار ۱۲.۵ فوت (۳.۸ متر) در اطراف محوطه ببرها به طور گسترده مورد انتقاد قرار گرفت در حالی که استاندارد بین‌المللی همه‌ی باغ وحش‌ها ۱۶ فوت (۴.۹ متر) است. باغ وحش مجددا یک مانع بلندتر که بالای آن یک حصار برقی قرار داشت، برپا کرد.
نگهبانان باغ وحش در استان آن‌هوئی و شهرهای شانگهای و شنژن در سال ۲۰۱۰ مورد حمله قرار گرفتند و کشته شدند. در ژانویه ۲۰۱۱، یک ببر به یک راننده اتوبوس درحالی که اتوبوس را پارک کرده بود و از آن پیاده شده بود، در استان هیلونگجیانگ حمله کرد و او را کشت. مقامات پارک گزارش دادند که راننده اتوبوس با ترک وسیله نقلیه برای بررسی وضعیت اتوبوس، دستورالعمل های ایمنی را نقض کرده است. در سپتامبر ۲۰۱۳، یک ببر یک نگهبان باغ وحش را در باغ وحشی در غرب آلمان پس از اینکه کارگر فراموش کرد در طول زمان غذا خوردن در قفس را قفل کند، کشت. در ژوئیه ۲۰۲۰، یک ببر ماده به یک نگهبان باغ وحش ۵۵ ساله در باغ وحش زوریخ در سوئیس حمله کرد و او را کشت.

## در فرهنگ

ببر سیبری در نشان ملی استان خودگردان یهودی در روسیه

نام انگلیسی «ببر سیبری» توسط جیمز کاولز پریچارد در دهه ۱۸۳۰ میلادی ابداع شد. نام ببر آمور در سال ۱۹۳۳ برای ببرهای سیبری کشته شده در رود آمور برای نمایشگاهی در موزه تاریخ طبیعی آمریکا به کار رفت. مردمان تونگوز ببر را یک موجود نزدیک به خدا می دانستند و اغلب از آن به عنوان "پدربزرگ" یا "پیرمرد" یاد می‌کردند. مردمان نانای به آن «امبا» می‌گویند. منچوها ببر سیبری را هو لین، پادشاه می دانستند. از آنجایی که ببرها روی پیشانی خود علامتی دارند که شبیه یک حرف چینی به معنی "شاه" (به چینی: 王؛ پین‌یین: Wáng) یا "امپراتور بزرگ" است، مورد احترام مردم اودگه و چین است.